# The Chocolate Watch Band
Chocolate Watch Band – amerykańska grupa rockowa grająca rock and rolla, rock psychodeliczny, hard rock i garage rock. Utworzona została w 1965 w Kalifornii przez wokalistę Danny’ego Praya.
Muzyka zespołu utożsamiana była z subkulturą modsów, choć powszechnie kojarzono ją również z ruchem hippisowskim. Chocolate Watch Band stworzył oryginalny styl grania psychodelicznego rocka nawiązujący do bluesa, twórców Brytyjskiej inwazji i zespołów takich jak The Who czy The Rolling Stones. Mimo to grupa do końca działalności (1970) pozostała w undergroundzie.

## Dyskografia
- No Way Out (1967)
- The Inner Mystique (1968)
- One Step Beyond (1969)
- Get Away (2000)
- At the Love-In Live! (2001)